# Sotsji Cup
De Sotsji Cup (Russisch: Сочи мэра) is een eendaagse wielerwedstrijd in en rond de Russische stad Sotsji. De wedstrijd werd in 2015 voor het eerst georganiseerd en maakt deel uit van de UCI Europe Tour, in de categorie 1.2. 

## Lijst van winnaars

### Overwinningen per land
| Overwinningen | Land        |
| ------------- | ----------- |
| 1             | Wit-Rusland |